# Pirtó
Pirtó é um município da Hungria, situado no condado de Bács-Kiskun. Tem 34,5 km² de área e sua população em 2015 foi estimada em 916 habitantes.